# Job van der Steur
J.A.G. (Job/Johan) van der Steur (5 februari 1938 - 28 juni 2023) was een Nederlands politicus van de VVD.
Hij was chef van het kabinet van de burgemeester van Apeldoorn voor hij midden 1974 benoemd werd tot burgemeester van Ruinerwold. In augustus 1982 volgde zijn benoeming tot burgemeester van Vries wat hij zou blijven tot die gemeente op 1 januari 1998 opging in de fusiegemeente Zuidlaren (later hernoemd naar gemeente Tynaarlo).